# 衛長降
卫长降，一作卫长、衛長䧄，卫氏朝鲜王子，为末代国王卫右渠之子。
元封三年（前108年），西汉军队入侵朝鲜，朝鲜战败，尼谿相參派人殺害衛右渠投降西漢。但卫氏朝鲜的大臣成巳仍然据守王俭城反叛汉军，荀彘便让卫长降和朝鮮相路人的儿子路最前去诏谕，城中人最终杀死成巳出降。尼谿相參被封為澅清侯，朝鮮相韓陰被封為荻苴侯，將軍王唊被封為平州侯，衛長降被封為幾侯，路最被封為溫陽侯。
卫长降的封地在河东郡的幾縣。他后来谋叛，失败被杀。